# Peter Farazijn
Peter Farazijn (Diksmuide, 27 gennaio 1969) è un ex ciclista su strada belga, professionista dal 1991 al 2005.

## Palmarès

### Strada
- 1990 (Dilettanti, una vittoria)

Omloop der Vlaamse Gewesten
- 1994 (Lotto-Vetta-Caloi, una vittoria)

Grand Prix de Wallonie

#### Altri successi
- 1998 (Lotto-Mobistar)

Grote Prijs Stad Kortrijk
- 1999 (Cofidis)

Classifica scalatori Tour du Limousin
- 2000 (Cofidis)

4ª tappa Étoile de Bessèges (Allègre-les-Fumades, cronosquadre)

## Piazzamenti

### Grandi Giri
- Giro d'Italia

1992: 74º
- Tour de France

1993: 135º
1994: ritirato (14ª tappa)
1995: 105º
1996: 122º
1997: 39º
1998: 19º
1999: 63º
2004: 107º
- Vuelta a España

2001: 58º
2003: non partito (14ª tappa)

### Classiche monumento
- Milano-Sanremo

1993: 79º
1994: 53º
1995: 135º
1996: 95º
1997: 32º
1998: 60º
1999: 78º
2000: 35º
2001: 39º
2002: 102º
2004: 87º
- Giro delle Fiandre

1991: 78º
1992: 49º
1994: 40º
1996: 71º
1997: 43º
1998: 61º
1999: 17º
2000: 84º
2001: 47º
2002: 40º
2003: ritirato
2004: ritirato
2005: ritirato
- Parigi-Roubaix

1992: 52º
1993: 41º
1994: 19º
1997: 25º
1998: 44º
1999: 23º
2000: 29º
2001: ritirato
2005: 71º
- Liegi-Bastogne-Liegi

1993: 45º
1994: 55º
1997: 75º
1999: 16º
2000: 12º
2002: 27º
2003: ritirato
2005: ritirato
- Giro di Lombardia

1991: 22º
1994: 60º
1997: ritirato
1999: ritirato
2000: 20º
2001: ritirato
2004: ritirato
2005: ritirato

### Competizioni mondiali
- Campionati del mondo

Lugano 1996 - In linea Elite: ritirato
San Sebastián 1997 - In linea Elite: ritirato
Verona 1999 - In linea Elite: 40º